# ロイド・フィリップス
ロイド・フィリップス（Lloyd Phillips、1949年12月14日 - 2013年1月25日）は、ニュージーランドの映画プロデューサーである。

## 来歴
1980年の短編映画『The Dollar Bottom』によりアカデミー短編映画賞を受賞した。
2013年1月25日、心臓発作によりカリフォルニア州マリブで亡くなった。63歳であった。

## フィルモグラフィ
- The Dollar Bottom (1980) 短編映画、製作
- バトルトラック Warlords of the 21st Century (1982) 製作
- キャプテン・ブーリーの大冒険 Nate and Hayes (1983) 製作
- ルビー・カイロ Ruby Cairo (1993) 製作
- ザ・ワイルド The Edge (1997) 製作
- ランニング・フリー 〜アフリカの風になる〜 Running Free (1999) 製作総指揮
- バーティカル・リミット Vertical Limit (2000) 製作総指揮・製作
- すべては愛のために Beyond Borders (2003) 製作
- レーシング・ストライプス Racing Stripes (2004) 製作
- レジェンド・オブ・ゾロ The Legend of Zorro (2005) 製作
- ザ・バンク 堕ちた巨像 The International (2009) 製作総指揮
- イングロリアス・バスターズ Inglourious Basterds (2009) 製作総指揮
- ツーリスト The Tourist (2010) 製作総指揮
- マン・オブ・スティール Man of Steel (2013) 製作総指揮